# 許乃懿

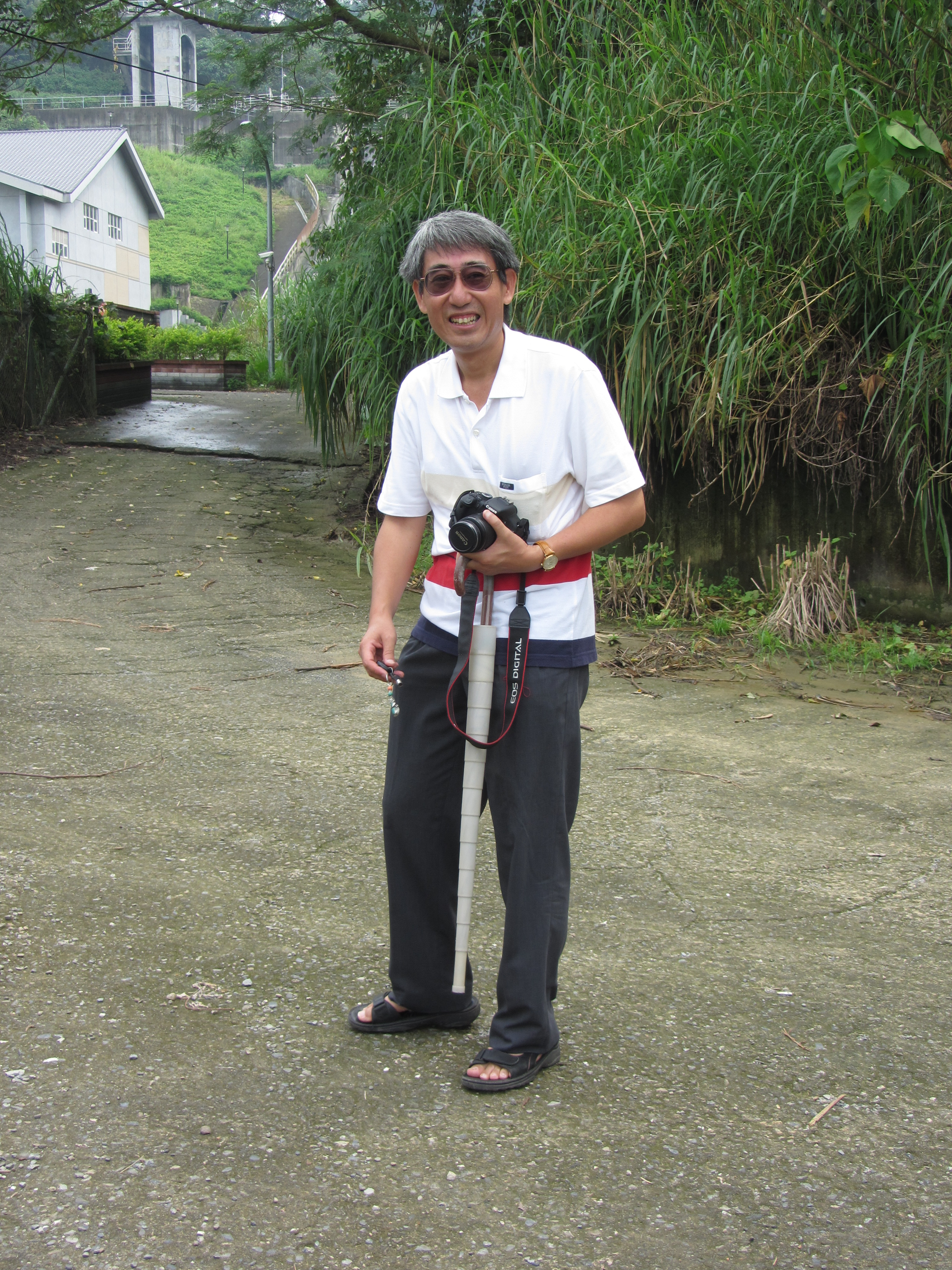
許乃懿

許乃懿（1960年4月1日—），是一位出生於臺灣雲林北港的鐵道研究者及家庭醫學科醫生，以研究臺灣的產業鐵道而聞名於鐵道迷之間。

## 生平概略
許乃懿曾隨父親工作前往東京寓居數年，並就讀當地華僑學校（從初中一年級到高中一年級）。
後來，他曾在中華民國鐵道文化協會擔任第一屆理事、第二屆常務理事及第三任會長，也在國立交通大學鐵道研究會與國立中正大學鐵道研究社擔任指導老師，並曾擔任公共電視文化事業基金會節目顧問。

## 研究領域
許乃懿主要研究台灣糖業鐵路，以及阿里山森林鐵路、台灣鹽業鐵路、台鐵、礦鐵、工廠專用鐵路等。

## 家庭
許乃懿已婚並育有三個女兒。

## 代表作

### 專書
- 《體檢臺鐵1988-1995》，鄭銘彰、洪致文、許乃懿、童振疆，中華民國鐵道文化協會，1995年，ISBN 9579933502
- 《台灣糖鐵攬勝》，許乃懿，人人出版，2003年12月30日，ISBN 9867916425
- 《五分仔紀行》，許乃懿、謝明勳